# Eremias lineolata
Eremias lineolata es una especie de lagarto del género Eremias, familia Lacertidae, orden Squamata. Fue descrita científicamente por Nikolsky en 1897.

## Descripción
La longitud hocico-respiradero es de 45 milímetros y presenta un peso de 2,23 gramos.

## Distribución
Se distribuye por Turkmenistán, Uzbekistán, Tayikistán, Kazajistán, Irán y Afganistán.